# Sibianor victoriae
Sibianor victoriae là một loài nhện trong họ Salticidae.
Loài này thuộc chi Sibianor. Sibianor victoriae được Dmitri Viktorovich Logunov miêu tả năm 2001.